# 木子幸三郎
木子 幸三郎（きご こうざぶろう、1874年（明治7年）8月29日 - 1941年（昭和16年）2月14日）は、日本の建築家。皇室関係の建築を多く手がけたことで知られる。族籍は東京府士族。

## 経歴
1874年（明治7年）、宮内省内匠寮技師の木子清敬の二男として東京市赤坂区に生まれた。
1901年（明治34年）、東京帝国大学工科大学建築学科選科を修了し、大阪の住友本店臨時建築部、に入る。
1902年（明治35年）、一年志願兵として入隊。除隊後、東宮御所造営局勤務となる。
その一方で1905年（明治38年）からは工手学校で講師を開始し和洋建築の講義もおこなっていた。
1911年（明治44年）宮内省内匠寮技師となる。1919年（大正8年）、欧米留学を命じられる（翌年帰国）。
内匠寮においては上司の片山東熊とともに竹田宮邸や北白川宮邸などの洋風邸宅建築を手がけている。1907年（明治40年）から1921年（大正10年）にかけて、沼津御用邸附属屋増改築、日光田母沢御用邸増改築及び附属屋新築、葉山御用邸増改築及び附属屋新築にたずさわった。この時期の作品にはほかに鈴木三郎助邸（明治21年）などがある。
1922年（大正11年）宮内省を退職し、東京に木子建築事務所を設立する。
1941年（昭和16年）、死去した。

## 人物
京都の大工棟梁であった木子家に生まれた幸三郎は、和風建築はもちろんのこと、洋風建築においても卓越した手腕を発拝した建築家であった。
1907年、家督を相続する。住所は東京府豊多摩郡千駄ヶ谷町大字原宿。

## 栄典
- 1916年（大正5年）1月19日 - 勲五等双光旭日章[4]

## 家族・親族
木子家
- 父・清敬（1845年 - 1907年、京都府人、東京士族[2]、建築家）
- 姉・てい（1871年 - ?、京都士族、村岡恒利の妻）[3]
- 弟
  - 政之助（1882年 - ?）[3]
  - 七郎（1884年 - 1955年、建築家、妻は新田長次郎の長女[2]）
- 妹・富子（1889年 - ?、千葉、石渡信三の長男泰輔の妻）[3]
- 妻・ふみ（1884年 - ?、福井、三好市太郎の養子）[2][3]
- 女・槇子（1905年 - ?）[3]
- 男・清一（1907年 - ?）[3]
- 二男・清春（1910年 - ?）[3]
- 三男・清忠[3]（1913年 - 1995年）

親戚
- 新田長次郎（実業家） - 新田帯革製造所（現ニッタ）の創業者。弟・七郎の妻の父。
- 村岡恒利（陸軍中将） - 姉の夫[2]。

## 主な作品

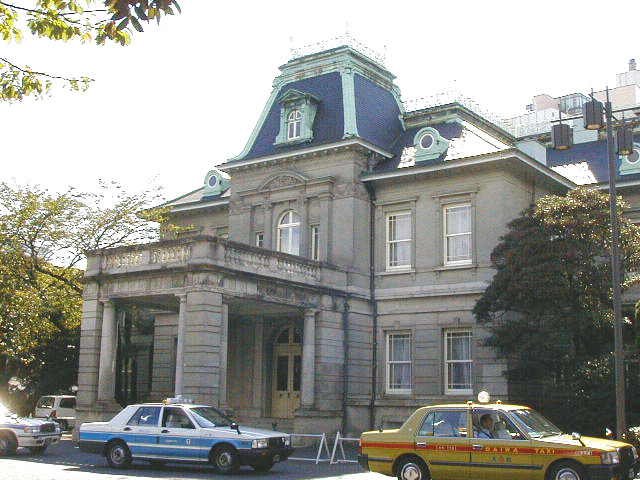
旧竹田宮邸 洋館

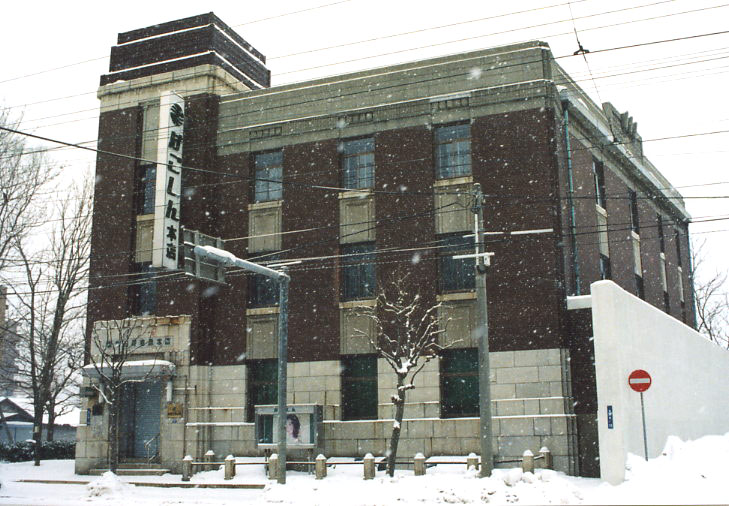
旧十二銀行函館支店

| 建造物名                                              | 年                  | 所在地         | 指定           | 備考                     |
| ----------------------------------------------------- | ------------------- | -------------- | -------------- | ------------------------ |
| 旧渡邉千秋邸洋館 (現・トヨタ蓼科記念館)               | 1905年（明治38年）  | 長野県茅野市   |                | 移築、非公開             |
| 梨本宮東京本邸                                        | 1910年 （明治43年） | 東京都渋谷区   |                | 1945年（昭和20年）に焼失 |
| 旧竹田宮邸洋館 (現・グランドプリンスホテル高輪貴賓館) | 1911年（明治44年）  | 東京都港区     |                | 片山東熊と共同設計       |
| 旧小樽区公会堂（現・小樽市公会堂）                    | 1911年（明治44年）  | 北海道小樽市   |                |                          |
| 旧高松宮翁島別邸日本館 (現・福島県迎賓館）            | 1923年（大正12年）  | 福島県猪苗代町 | 重要文化財     |                          |
| 旧十二銀行函館支店 (旧函館信用金庫本店）              | 1926年（大正15年）  | 北海道函館市   |                |                          |
| 富士屋ホテル食堂                                      | 1930年（昭和5年）   | 神奈川県箱根町 | 登録有形文化財 |                          |
| 三共品川工場本館                                      | 1932年（昭和7年）   | 東京都品川区   |                |                          |
| 旧鈴木忠治邸（現・駐日ローマ法王庁）                  | 1934年（昭和9年）   | 東京都千代田区 |                |                          |